# قائمة الأدوات المستخدمة في العلوم الجنائية
الأدوات المُستخدمة في العلوم الجنائية، ومنهاأدوات تشريح الجُثة، هي كالتالي:

## قائمة الأجهزة
| الجهاز                                | الاستخدامات |
| ------------------------------------- | --- |
| طاولة التشريح                         | لوضع الجُثة وتثبيتها |
| ثاني أكسيد الكربون                    | يُستخدم لحفظ الجُثة |
| مقَّص التشريح                           | يُستخدم للإمساك بالأنسجة أو إزالتها |
| الأنابيب الشريانيّة والوداجِيَّة          | لاستخراج ونَزح كل مخزون الدم وذلك قبل استبداله بسوائل التحنيط مثل مُركَّب الفورمالدهيد لحِفظ الأنسجة كما هو معتاد في التشريح               |
| مسنَد الرأس                            | لرفع الرأس |
| الحبال                                | لِرَبط الجُثة في أماكن مختلفة لكي لا تتغيَّر وَضعيّة الجُثة أثناء عملية التشريح                                                               |
| القُفَّازات المَطَّاطِيّة                     | للوقاية |
| نظَّارات واقية                          | للحماية |
| سُترَة ومِئزّر وما إلى ذلك.               | للحماية |
| منشار التشريح وأيضًا الأنصال (blades)  | لقطع الجِلد (skin) أو التراكيب الأكثر خشونة وصلابة مثل العِظام (bone)                                                                   |
| مِشبَك المَناشِف                          | لِحَمل المناشف الموجودة بالمكان |
| فاصلة الجُمجُمَة أو غالبًا (مِطرَقَّة وإزميل) | لكسر وفَتح قَبو الجُمجُمَة |
| مِنشار العِظام                          | لِقَطع العِظام |
| المِنشار القَصِّي                         | يُستخدم لقَطع صَدر الإنسان وذلك عن طريق شقّ عَظم القَصّ                                                                                      |
| سِكِّين التشريح                          | من أدوات الشقّ الحادَّة |
| مِلقط مُسَنَّن                             | لتمزيق أو إمساك الأنسجة |
| مدقّة                                  | تُستخدم كمِطرَقة |
| مطرَقة التشريح                         | تُستخدم كمطرَقةٍ فقط |
| مفتاح الجُمجُمَة                         | إزميل على شكل حرف T يُستخدم كرَافِعَة أثناء إزالة قَلَنسَوَة الجمجمة                                                                          |
| سِكِّين الدماغ                           | يُستخدم لقطع الدماغ بشكل نظيف |
| مِقرَاض الضِلوع                          | لاختراق الأضلاع أثناء فَتح الصَّدر |
| مشرط                                  | للقَطع الحاد |
| مَقَّص التشريح                           | للقَطّع الحاد |
| المِنظار المهبلي                       | لفحص المهبل والمستقيم |
| خيوط غير قابلة للامتصاص               | عادةً ما تكون مصنوعة من النايلون لغلق تجاويف الجسم وخياطته                                                                             |
| إبر التشريح                           | إبر طويلة وسميكة تُستخدم لخياطة الجلد بعد تشريح الجُثة لإعادة الجسم إلى حالته الطبيعية كما كان قبل إجراء العمليَّات عليه                  |
| محاقن طبية                            | لِشفط السوائل |
| قسطرة فولي                            | لِسحب أو إرواء المثانة لِجمْع عينة من البول                                                                                              |
| أنبوب أنفي معدي                       | يُستخدم لشفط محتويات المعدة عن طريق الأنف; ولكنه لا يُستخدم بشكل شائع                                                                   |
| مغطس مائي                             | لإجراء اختبارات الطفو لاكتشاف وجود غازات، خصوصًا للأطفال الرُضَّع (على الرئتين والأمعاء) كعلامة تدُّل على مرور الجُثة بفترة النِفَاس في حياتها |
| جرار/أظرف/أغلفة للعينات               | تُستخدم لِحفظ الأدلَّة المادية الجنائية                                                                                                   |
| مَاسِحة                                 | لجمع اللطاخات |
| المِنشار المِشطِيّ                        | vide: رابط خارجي; مِنشار للعِظام |
| مِسْبَار مُزْدَوِج النهاية                   | يُستخدم للسَبْر |
| لاصق اللسان                           | يُستخدم لإزاحة اللسان بعيدًا حتى لا يسقُط في البُلعوم                                                                                     |
| الفورمالدهيد                          | مادةّ حافظة بِدَائِيّة تُستخدم في التشريح                                                                                                   |
| محلول ملحي مشبّع / كحول نقي            | مادة حافظة أساسية تُستخدم في التشريح                                                                                                   |
| لَوْح قِيَاس العِظام                       | جِهاز لقياس طول العِظام (التي عادة ما تكون مُتَيَبسة)                                                                                      |
| أجهزة الأشعة السينيّة                  | تُعطي صورًا واضحة بالأشعة السينية |
| أجهزة بصمات الأصابع                   | لجمع بصمات الأصابع |

يتم إجراء الاختبارات السيرولوجيّة والكيميائية والوِرَاثِيَّة من قِبل أشخاص متخصصين في هذه الفُروع.

## معرض الصور

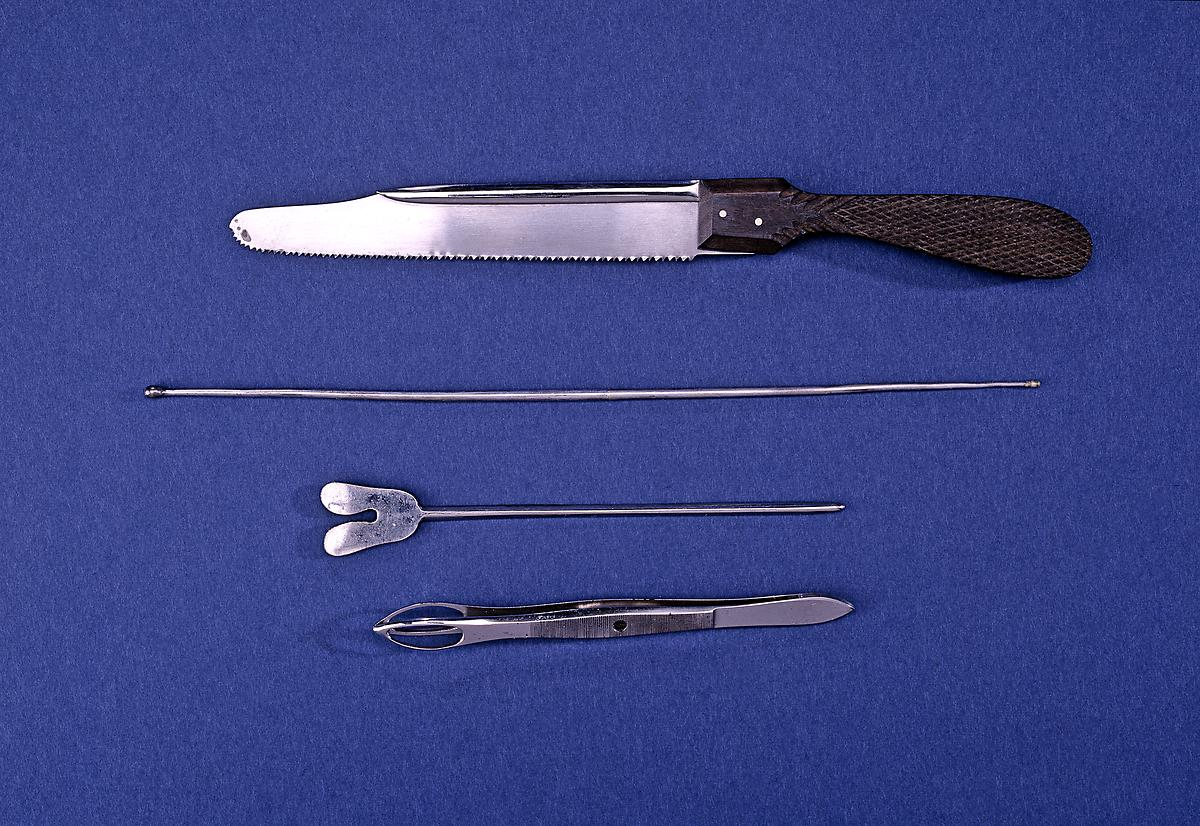
أدوات التشريح
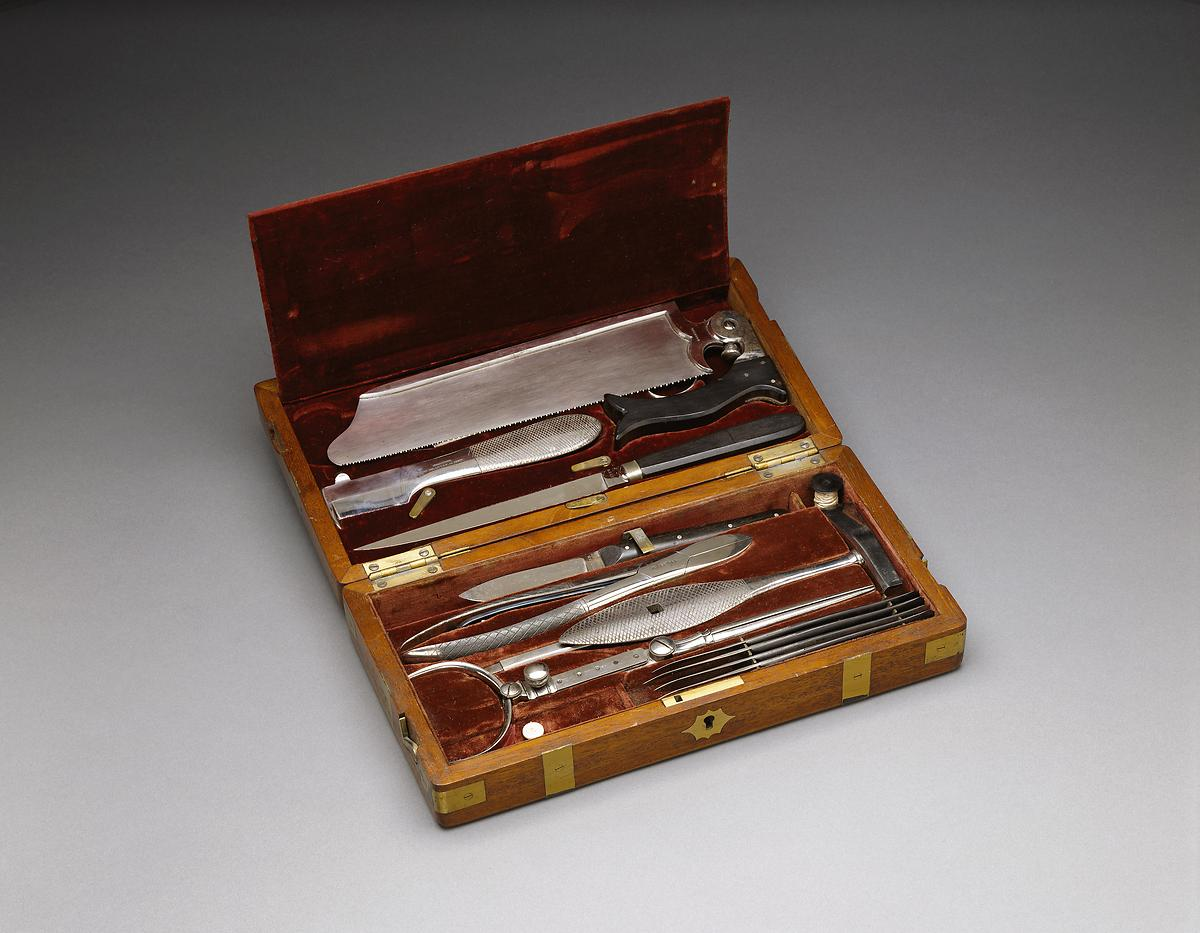
أدوات التشريح (مجموعة قديمة)
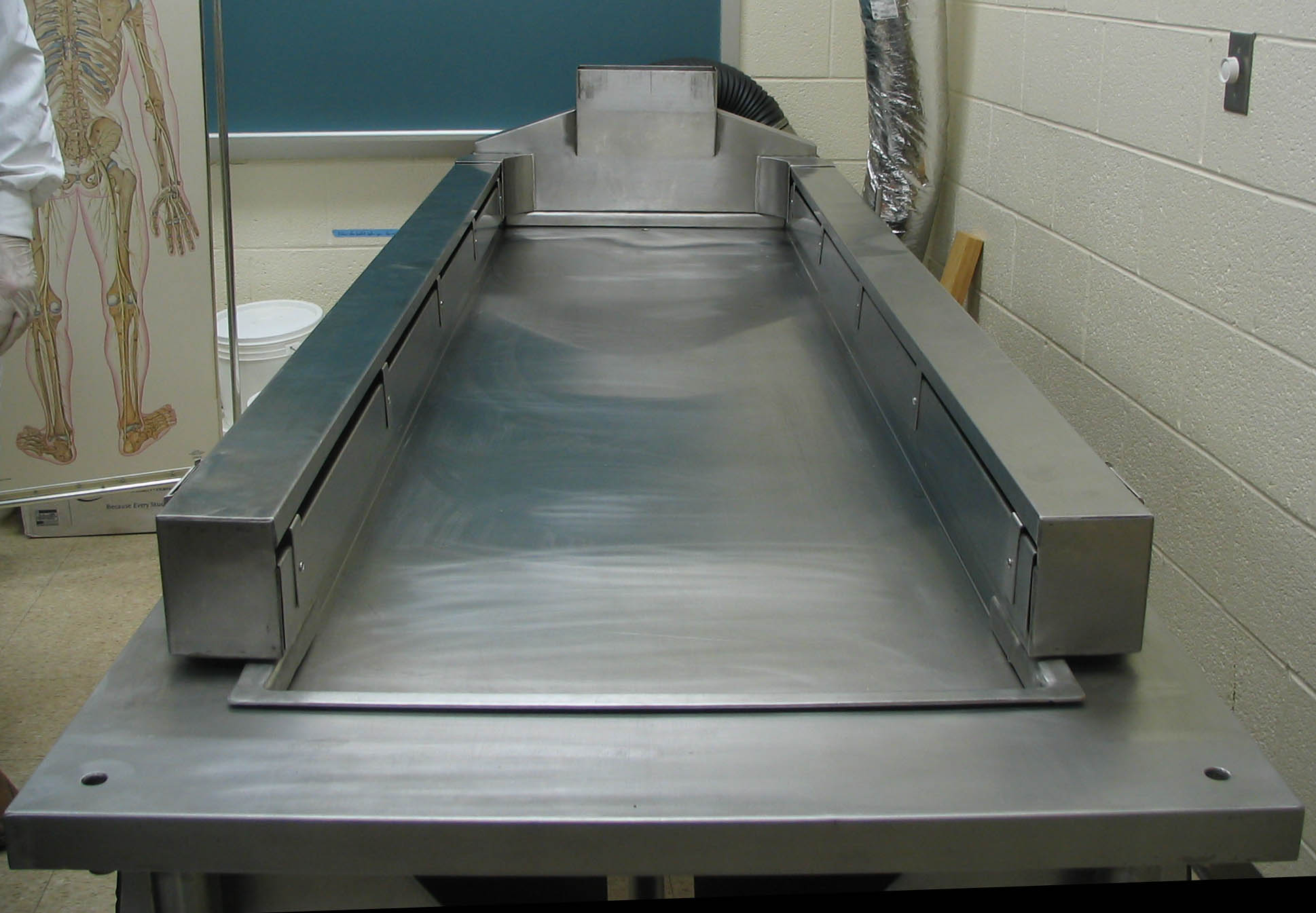
طاولة التشريح